# Ryan Reynolds
Ryan Rodney Reynolds, född 23 oktober 1976 i Vancouver, är en kanadensisk skådespelare och filmproducent.

## Biografi

### Uppväxt
Ryan Reynolds föddes i Vancouver, British Columbia, Kanada, som den yngsta i en syskonskara på fyra. Hans far, James Chester Reynolds var en ridande polis och senare grosshandlare. Hans mor, Tamara Lee Stewart arbetade inom detaljhandel. Två av Reynolds bröder blev också poliser, en av dem även ridande polis. Han är uppfostrad som romersk-katolsk och gick ofta i kyrkan.
Reynolds har skådespelat sedan han var 13 år gammal. Han tog examen 1994 på Kitsilano Secondary School i Vancouver med Joshua Jackson som klasskompis. Han fick några små roller i olika TV-serier men blev avskräckt och slutade som skådespelare redan som 19-åring för att studera vidare på Kwantlen Polytechnic University, men hoppade av efter ett par månader när skådespelarkollegan Chris William Martin övertalade honom att flytta till Los Angeles och prova igen.

### Tidig karriär
Reynolds syntes i sin första roll 1991 i tonårs-såpan Hillside där han var kvar till 1993. Hans filmdebut kom med filmen Ordinary Magic (1993). Han hade sedan en återkommande roll i TV-serien Resa i det okända (1993–1994). Under 1996 hade han en biroll i ett avsnitt av Arkiv X och en huvudroll bredvid Melissa Joan Hart i TV-filmen Sabrina – Tonårshäxan. Han skulle också synas i alla fyra säsonger av TV-serien Two Guys and a Girl (1998–2001). Han började sedan synas i komedifilmer som Van Wilder: Party Liaison (2002), The In-Laws (2003) och Harold & Kumar Go to White Castle (2004).
Trots att han började få uppmärksamhet genom sina komedier så genomgick han en period av hård träning inför sin roll som birollen Hannibal King i superhjältefilmen Blade: Trinity (2004). Han hade sedan huvudrollen i skräckfilmen The Amityville Horror (2005) som var en nyinspelning av filmen med samma namn från 1979. Han skulle återvända till komedin samma år med Waiting... och Just Friends. Båda filmerna skulle bli rejält sågade av kritiker men Waiting... har blivit en kultfilm med åren. Han medverkade tillsammans med Ray Liotta i actionfilmen Smokin' Aces (2006) som också blev sågad av kritiker. Han fick huvudrollen i den romantiska komedin Definitely, Maybe (2008) som fick ett mediokert mottagande.
Reynolds hade redan 2005 visat sitt intresse för att göra en filmatisering av superhjälten Wade Wilson och hans alterego Deadpool. I filmen X-Men Origins: Wolverine (2009) fick han spela Wade Wilson och en version av karaktären som istället kallades för Weapon XI. Han skulle sedan få stor uppmärksamhet med filmen Buried (2010) där han blir levande begravd och han är den enda skådespelaren som syns i bild genom hela filmen. Filmen blev en framgång. Han skulle sedan porträttera ytterligare en superhjälte i filmen Green Lantern (2011). Filmen kom att bli brutalt sågad och ett finansiellt misslyckande. Reynolds fick svårt att följa upp misslyckandet och förutom de animerade succéerna Croodarna (2013) och Turbo (2013) syntes han uteslutande i sågade filmer som The Change-Up (2011), Safe House (2012), R.I.P.D. (2013), The Captive (2014), Kvinnan i Guld (2015) och Self/Less (2015). Somliga av filmerna presterade dock bra på biograferna.

### Genombrott
Reynolds blev efter X-Men Origins: Wolverine (2009) involverad i att vara med och utveckla en egen film åt Deadpool. 2016 hade Deadpool premiär och blev en enorm framgång. Den blev en av årets mest inkomstbringande filmer och tidernas mest inkomstbringande barnförbjudna film. Filmen blev också kritikerrosad. Reynolds avstod sin lön för sin roll i filmen för att budgeten skulle gå ihop och han kunde få anställa manusförfattarna Rhett Reese och Paul Wernick. Samma år hade han en biroll i den Ariel Vromen regisserade Criminal och avslutade året med att mottaga en stjärna på Hollywood Walk of Fame. Han syntes sedan i den svenska regissören Daniel Espinosas science fiction film Life (2017). Han repriserade sin roll som Deadpool i Deadpool 2 (2018) som skulle bli lika uppskattad som den första filmen både vad gällde hyllningarna och intäkterna.

### Etablerad karriär
Reynolds lånade ut sin röst till titelkaraktären i Pokémon: Detective Pikachu (2019). Filmen fick ett blandat mottagande men fick en kommersiell lyckad framgång. Han skulle sedan synas i Netflix-filmen 6 Underground (2019) vilket var planerat att bli en franchise men efter sågningarna fick den inte ens en uppföljare. Han repriserade sin roll i den animerade Croodarna 2: En ny tid (2020). Det fick inte samma framgång som den första filmen men blev likväl en succé. Han skulle ha huvudrollen som den icke-spelbara figuren Guy i Free Guy (2021). Filmen var Disneys första film som gick upp på biografer efter covid-19-pandemin och förväntades inte prestera så bra på biografer men kom att bli framgångsrik.
Reynolds skulle medverka i ytterligare en Netflix produktion tillsammans med Dwayne Johnson och Gal Gadot, Red Notice (2021), och även den blev sågad. Netflix produktionen The Adam Project (2022) fick ett något mer blandat mottagande. Han repriserade sedan sin roll som Deadpool i Deadpool & Wolverine (2024) där hans superhjälte alterego slår sig ihop med Hugh Jackmans Wolverine. Filmen kom att bli den mest framgångsrika i serien. Tillsammans med sin fru Blake Lively blev dom det första Hollywoodparet sedan Bruce Willis och Demi Moore 1990, som hade plats nummer 1 och 2 på filmtoppen i USA. Livelys film Det slutar med oss (2024) hade premiär samma helg som Deadpool & Wolverine.

## Privatliv
Reynolds inledde en relation med sångerskan Alanis Morissette 2002. De förlovade sig i juni 2004 men bröt upp i februari 2007. Morrissete har sagt att albumet Flavors of Entanglement skrevs utifrån hennes sorg över uppbrottet och att låten "Torch" handlar om Reynolds. Han började sedan träffa Scarlett Johansson och de gifte sig i maj 2008. Äktenskapet upplöstes i slutet av 2010. Under inspelningen av filmen Green Lantern (2011) träffade Reynolds Blake Lively. De gifte sig den 9 september 2012 på plantagen Boone Hall i South Carolina. Reynolds skulle efter demonstrationer under 2020 få be om ursäkt för sitt val av plats som var så förknippat med slaveriet. Paret har tre döttrar, James, född i december 2014, Inez, född i september 2016 och Betty, född i oktober 2019. Samt en son Olin, född i februari 2023.
Familjen är bosatt i Pound Ridge i New York. Reynolds och Livley är nära vänner med artisten Taylor Swift som döpte karaktärerna i hennes låt "Betty" efter deras barn.
Reynolds har kämpat med generaliserat ångestsyndrom hela sitt liv. Han blev amerikansk medborgare 2018.

## Filmografi (i urval)

### Film
| År   | Titel                             | Roll                                         | Anmärkning                       |
| ---- | --------------------------------- | -------------------------------------------- | -------------------------------- |
| 1993 | Ordinary Magic                    | Ganesh/Jeffrey                               |                                  |
| 1997 | The Alarmist                      | Howard Ancona                                |                                  |
| 1999 | Coming Soon                       | Henry Lipschitz                              |                                  |
| 1999 | Dick                              | Chip                                         |                                  |
| 2000 | Big Monster on Campus             | Karl O'Reilly                                |                                  |
| 2000 | Alive                             | John                                         |                                  |
| 2001 | Finder's Fee                      | Quigley                                      |                                  |
| 2002 | Van Wilder: Party Liaison         | Van Wilder                                   |                                  |
| 2002 | Buying the Cow                    | Mike Hanson                                  |                                  |
| 2003 | The In-Laws                       | Mark Tobias                                  |                                  |
| 2003 | Foolproof                         | Kevin                                        |                                  |
| 2004 | Harold & Kumar Go to White Castle | Sjuksköterska                                | Cameo                            |
| 2004 | Blade: Trinity                    | Hannibal King                                |                                  |
| 2005 | The Amityville Horror             | George Lutz                                  |                                  |
| 2005 | Waiting...                        | Monty                                        |                                  |
| 2005 | Just Friends                      | Chris Brander                                |                                  |
| 2006 | Smokin' Aces                      | Richard Messner                              |                                  |
| 2007 | The Nines                         | Gary/Gavin/Gabriel                           |                                  |
| 2008 | Chaos Theory                      | Frank Allen                                  |                                  |
| 2008 | Definitely, Maybe                 | Will Hayes                                   |                                  |
| 2008 | Fireflies in the Garden           | Michael Taylor                               |                                  |
| 2009 | Adventureland                     | Mike Connell                                 |                                  |
| 2009 | X-Men Origins: Wolverine          | Wade Wilson / Weapon XI / Deadpool           | Gemensam roll med Scott Adkins   |
| 2009 | The Proposal                      | Andrew Paxton                                |                                  |
| 2009 | Paper Man                         | Captain Excellent                            |                                  |
| 2010 | Buried                            | Paul Conroy                                  |                                  |
| 2011 | Green Lantern                     | Hal Jordan / Green Lantern                   |                                  |
| 2011 | The Change-Up                     | Mitch Planko                                 |                                  |
| 2011 | The Whale                         | Berättare                                    | Även producent                   |
| 2012 | Safe House                        | Matt Weston                                  |                                  |
| 2012 | Ted                               | Jared                                        | Okrediterad cameo                |
| 2013 | Croodarna                         | Guy                                          | Röstroll                         |
| 2013 | Turbo                             | Turbo                                        | Röstroll                         |
| 2013 | R.I.P.D.                          | Nick Walker                                  |                                  |
| 2014 | A Million Ways to Die in the West | En man som dödades i en bar                  | Okrediterad cameo                |
| 2014 | The Voices                        | Jerry Hickfang                               |                                  |
| 2014 | The Captive                       | Matthew Piper                                |                                  |
| 2015 | Mississippi Grind                 | Curtis                                       |                                  |
| 2015 | Kvinnan i guld                    | Randol Schoenberg                            |                                  |
| 2015 | Self/less                         | Mark Caguioa och Edward Kidner / Damian Hale |                                  |
| 2016 | Deadpool                          | Wade Wilson / Deadpool                       | Även producent                   |
| 2016 | Criminal                          | Bill Pope                                    |                                  |
| 2017 | No Good Dead                      | Wade Wilson / Deadpool                       | Kortfilm, även manus             |
| 2017 | Life                              | Rory Adams                                   |                                  |
| 2017 | The Hitman's Bodyguard            | Michael Bryce                                |                                  |
| 2018 | Deadpool 2                        | Wade Wilson / Deadpool & Juggernauts röst    | Även producent & manusförfattare |
| 2019 | Pokémon: Detective Pikachu        | Detective Pikachu                            | Röstroll                         |
| 2019 | Fast & Furious: Hobbs & Shaw      | Agent Locke                                  | Okrediterad cameo                |
| 2019 | 6 Underground                     | One                                          |                                  |
| 2020 | Croodarna 2: En ny tid            | Guy                                          | Röstroll                         |
| 2021 | Hitman's Wife's Bodyguard         | Michael Bryce                                |                                  |
| 2021 | Free Guy                          | Guy                                          | Även producent                   |
| 2021 | Red Notice                        | Nolan Booth                                  |                                  |
| 2022 | The Adam Project                  | Adam                                         |                                  |
| 2022 | Bullet Train                      | Carver                                       |                                  |
| 2022 | Spirited                          | Clint Briggs                                 |                                  |
| 2023 | Ghosted                           | Jonas                                        | Cameo                            |
| 2024 | IF: Låtsaskompisar                | Cal                                          | Även producent                   |
| 2024 | Deadpool & Wolverine              | Wade Wilson / Deadpool                       | Även producent & manusförfattare |
| 2025 | Animal Friends                    |                                              | Kommande                         |

### TV
| År              | Titel                                                | Roll                           | Anmärkning                                 |
| --------------- | ---------------------------------------------------- | ------------------------------ | ------------------------------------------ |
| 1991–1993       | Hillside                                             | Billy Simpson                  | 65 avsnitt                                 |
| 1993–1994       | Resa i det okända                                    | Macro                          | 13 avsnitt                                 |
| 1994            | My Name Is Kate                                      | Kevin Bannister                | TV-film                                    |
| 1995            | The Outer Limits                                     | Derek Tillman                  | Avsnitt: "If These Walls Could Talk"       |
| 1995            | The Marshal                                          | Rick                           | Avsnitt: "The Heartbreak Kid"              |
| 1995            | Lonesome Dove: The Outlaw Years                      | Griffin                        | Avsnitt: "Redemption"                      |
| 1995            | Serving in Silence: The Margarethe Cammermeyer Story | Andy                           | TV-film                                    |
| 1996            | Arkiv X                                              | Jay "Boom" DeBoom              | Avsnitt: "Syzygy"                          |
| 1996            | The John Larroquette Show                            | Tony Hemingway                 | Avsnitt: "Napping to Success"              |
| 1996            | When Friendship Kills                                | Ben Colson                     | TV-film                                    |
| 1996            | Sabrina – Tonårshäxan                                | Seth                           | TV-film                                    |
| 1996            | Med kallt blod                                       | Bobby Rupp                     | TV-film                                    |
| 1997–1998       | The Outer Limits                                     | Paul Nodel                     | 2 avsnitt                                  |
| 1998            | Tourist Trap                                         | Wade Early                     | TV-film                                    |
| 1998–2001       | Two Guys and a Girl                                  | Michael "Berg" Bergen          | 81 avsnitt                                 |
| 2003            | Scrubs                                               | Spence                         | Avsnitt: "My Dream Job"                    |
| 2004–2005       | Zeroman                                              | Ty Cheese                      | Röstroll, 14 avsnitt                       |
| 2005            | School of Life                                       | Michael "Mr. D" D'Angelo       | TV-film                                    |
| 2007            | My Boys                                              | Hams                           | Avsnitt: "Douchebag in the City"           |
| 2009            | Saturday Night Live                                  | Värd                           | Avsnitt: "Ryan Reynolds / Lady Gaga"       |
| 2011–2012, 2017 | Family Guy                                           | Ryan Reynolds / Overweight Guy | 3 avsnitt                                  |
| 2012            | Top Gear                                             | Sig själv                      | Avsnitt: "Star in a Reasonably-Priced Car" |